# Sofia Ionescu
Sofia Ionescu-Ogrezeanu (Fălticeni, 21 marzo 1920 – 25 aprile 2008) è stata una chirurga e neurologa rumena.
È considerata la prima donna neurochirurgo al mondo.

## Biografia
Sofia Ionescu è nata a Fălticeni, Suceava, figlia di Constantin Ogrezeanu, cassiere di una banca, e di Maria Ogrezeanu, casalinga.
L'interesse  della Ionescu per la medicina iniziò dopo aver incontrato una delle sue migliori amiche, Aurelia Dumitru e suo padre, il dottor Dumitru. La morte di uno dei suoi compagni di scuola, avvenuta a Parigi per un'infezione in seguito a un intervento chirurgico al cervello, spinse la Ionescu a iscriversi alla facoltà di medicina nel 1939 a Bucarest. Nel suo primo anno di tirocinio studiò oftalmologia. L'anno seguente prestò il suo aiuto a Suceava in una clinica mal equipaggiata durante un'epidemia di febbre tifoide. Durante le vacanze scolastiche, si offrì volontaria per seguire dei prigionieri sovietici allo Stamate Hospital di Fălticeni. Entrò nel reparto di chirurgia dell'ospedale, portando a termine le sue prime operazioni, specialmente amputazioni.
Nell'ottobre del 1943 entrò all'ospedale Nr. 9 a Bucarest. Nel 1944, durante il bombardamento della città, fu costretta a eseguire un intervento chirurgico al cervello in emergenza a un ragazzo ferito; dovette operare in seguito alla mancanza di personale medico, che era in numero insufficiente. Nel 1945, si laureò in medicina e chirurgia.

## Carriera
Esercitò da neurochirurgo per 47 anni, all'Ospedale N. 9 di Bucarest, lavorando in team con Ionel Ionescu e Constantin Arseni, sotto la guida di Dumitru Bagdasar. Essi formarono il primo team neurochirurgico della Romania, in seguito denominato The golden team ("La squadra d'oro"), che contribuì a divulgare le tecniche della neurochirurgia in tutto lo stato.
Nel 1970, la preferita dello sceicco di Abu Dhabi si ammalò: poiché l'ingresso nell'harem era negato agli uomini, dovettero contattare una dottoressa. La Ionescu rimase al fianco della donna per tutto il tempo necessario alla guarigione. Come ricompensa lo sceicco le consegnò 2000 dollari e un costoso gioiello.
Sofia Ionescu morì nella primavera del 2008 a Bucarest.